# Eve (rapper)
Eve Jihan Jeffers (Filadelfia, 10 novembre 1978) è una rapper e attrice statunitense.
Ha iniziato la sua carriera nel 1999 con Let There Be Eve...Ruff Ryders' First Lady. Il successo internazionale arriva nel 2001 con l'album Scorpion, grazie alla collaborazione con l'ex No Doubt, Gwen Stefani nel singolo Let Me Blow Ya Mind che diventa un hit single, ed anche alla hit Who's that girl?. Nel 2002 esce il terzo album Eve-Olution nel quale duetta con Alicia Keys in Gangsta lovin' ottenendo ancora molto successo. Dal 2003 inizia a recitare in diversi film e serie televisive, ottenendo il ruolo di protagonista nella sitcom Eve.
Dopo dieci anni di assenza, nel 2013 prepara il ritorno sulle scene musicali con la pubblicazione del quarto album Lip Lock.

## Biografia

### Infanzia e adolescenza
Eve Jihan Jeffers è nata il 10 novembre del 1978 a Philadelphia, Pennsylvania, USA.
Quando Eve ha 13 anni, i suoi genitori divorziano e sceglie da questo momento di vivere insieme alla madre finché due anni più tardi sua madre si sposa con un altro uomo.
Durante l'adolescenza canta in diversi cori e forma un gruppo di cantanti con le sue amiche (Dope Girl Posse o DGP).
In questi anni, mentre inizia a muovere i primi passi nel mondo della musica, trova un lavoro in un locale notturno come stripper. Il manager del gruppo si accorge del talento che Eve mostra anche nella musica rap, quindi le consiglia di smettere con il canto e di iniziare una nuova carriera entrando nella musica hip hop.

### L'incontro con Ma$e e il debutto con Ruff Ryders
Grazie all'incontro con il rapper Ma$e, Eve registra il suo primo album, Eve Of Destruction. L'etichetta con la quale aveva firmato il contratto però si ritrovò in cattive condizioni economiche, questa situazione determinò la chiusura del contratto con la Aftermath Entertainment. In ogni caso, il suo nome cominciava a risuonare nel mondo dell'hip hop e grazie alle amicizie che aveva trovato durante gli anni precedenti, non fu difficile per lei firmare un altro contratto con la Ruff Ryders.
Avviene così il suo debutto ufficiale nel 1999 con l'album Let There Be Eve... Ruff Ryders' First Lady che ottenne un grandissimo successo, entrando nella storia di questo genere musicale come il secondo album rap di una donna più venduto al mondo (il primo posto appartiene alla rapper new yorkese Foxy Brown).

### Il successo conScorpion
Scorpion, il suo secondo album, venne pubblicato nel 2001. Il primo singolo, Let Me Blow Ya Mind, in collaborazione con Gwen Stefani dei No Doubt, portò Eve al successo internazionale diventando uno dei singoli più venduti di quel periodo. La canzone vinse un Grammy Award nella categoria "Best Rap/Sung Collaboration" mentre il disco ottenne il Disco di platino. Nello stesso anno ha ottenuto il medesimo successo con la hit Who's that girl?.
Il successo ottenuto la portò anche a collaborare con Michael Jackson, con il quale duettò in una versione remixata del singolo Butterflies proveniente all'album Invincible di Jackson, del 2001. Il brano, pur non essendo mai stato rilasciato in via ufficiale, è trapelato online.

### Il terzo albumEve-Olutione la sitcomEve
Il terzo album di Eve è Eve-Olution, uscito nell'estate del 2002; raggiunge la posizione numero sei nella classifica di Billboard. Anche il primo singolo scelto per questo disco arriva in cima alla classifica; si tratta del pezzo Gangsta Lovin che vede la collaborazione della cantante soul Alicia Keys. Il secondo ed ultimo singolo, "Satisfaction" ottiene risultati mediocri. Alla fine della promozione, Eve-Olution ottiene il disco d'oro per le oltre 700000 copie, ma diventa l'album meno venduto in tutta la carriera di Eve.
Dal 2002 inizia a dedicarsi all'arte della recitazione; recita nel film La bottega del barbiere ottenendo un buon successo. Nel 2003 recita nel film campione d'incassi xXx e ottiene il ruolo di protagonista nella sitcom Eve, in onda per tre stagioni sul network televisivo statunitense UPN. La serie è il trampolino per la carriera d'attrice di Eve, che negli anni seguenti compare in numerosi film e serie televisive

### 2005-2012: collaborazioni e altri progetti
Nel 2005 la rapper americana appare come guest star nell'album di successo della cantante ed amica Gwen Stefani. Il singolo Rich Girl guadagna il numero sette nella classifica americana dei singoli, ed entra nelle prime posizioni delle classifiche di tutto il mondo. Lo stesso anno, collabora al remix della canzone 1 Thing di Amerie, anche questo singolo finisce al numero uno.
Nel 2007 le collaborazioni vanno avanti. Questa volta Eve è invitata a rapper in una canzone di Kelly Rowland (ex delle Destiny's Child). Il singolo è Like This.
Nel 2009 ha recitato nella serie televisiva Glee, nel ruolo di Grace Hitchens, la direttrice di un liceo per ragazze uscite dal riformatorio, contro cui i ragazzi del Glee Club avrebbero dovuto battersi alle eliminatorie provinciali.

### 2007-2013: i ritardi del quarto albumLip Lock
Nel 2007 Eve inizia a lavorare per la pubblicazione del suo quarto studio album Here I Am. Per questo disco, Eve ritorna con la Aftermath Records, l'etichetta discografica di Dr. Dre. Il primo singolo è Tambourine, seguito da Give It to You con Sean Paul. A causa di problemi con la casa discografica il progetto viene rimandato al 2009, per poi venire cancellato.
Nel 2013 l'album, rinominato nel frattempo Lip Lock, viene pubblicato in maniera indipendente da Eve tramite la sua etichetta discografica From the Rib. Dall'album vengono estratti i singoli Make It Out This Town, che vede la partecipazione di Gabe Saporta dei Cobra Starship, e EVE, oltre che il singolo promozionale She Bad Bad.

## Discografia
- 1999: Let There Be Eve...Ruff Ryders' First Lady
- 2001: Scorpion
- 2002: Eve-Olution
- 2013: Lip Lock

## Filmografia

### Cinema
- La bottega del barbiere (Barbershop), regia di Tim Story (2002)
- xXx, regia di Rob Cohen (2002)
- The Woodsman - Il segreto (The Woodsman), regia di Nicole Kassell (2004)
- La bottega del barbiere 2 (Barbershop 2: Back in Business), regia di Kevin Rodney Sullivan (2004)
- The Cookout, regia di Lance Rivera (2004)
- Flashbacks of a Fool, regia di Baillie Walsh (2008)
- Whip It, regia di Drew Barrymore (2009)
- 4.3.2.1., regia di Mark Davis e Noel Clarke (2010)
- All Wifed Out, regia di Jason Stein (2012)
- Bounty Killer, regia di Henry Saine (2013)
- Animal - Il segreto della foresta (Animal), regia di Brett Simmons (2014) - non accreditata
- La bottega del barbiere 3 (Barbershop: The Next Cut), regia di Malcolm D. Lee (2016)
- Drop City, regia di Sabyn Mayfield (2018)

### Televisione
- Squadra emergenza (Third Watch) – serie TV, episodio 4x11 (2003)
- One on One – serie TV, episodio 3x14 (2004)
- Eve – serie TV, 66 episodi (2003-2006)
- Numb3rs – serie TV, episodio 5x14 (2009)
- Glee – serie TV, episodi 1x11 e 1x13 (2009)
- Whitney – serie TV, episodio 1x21 (2012)
- Single Ladies – serie TV, episodi 1x1 e 2x2 (2011-2012)
- Con questo anello (With This Ring), regia di Nzingha Stewart – film TV (2015)
- Daytime Divas – serie TV, episodi 1x6 e 1x7 (2017)
- Jane the Virgin – serie TV, episodio 4x10 (2018)
- Empire – serie TV, episodio 4x17 (2018)
- Happy Together – serie TV, episodio 1x9 (2018)
- Feel Good – serie TV, episodio 2x01 (2021)
- Queens - Regine dell’hip-hop (Queens) – serie TV, 10 episodi (2021-2022)

### Cortometraggi
- Blackstreet Feat. Janet Jackson, Ja Rule & Eve: Girlfriend/Boyfriend, regia di Joseph Kahn (1999)
- Will Smith: Will 2K, regia di Robert Caruso (1999)
- Amil Feat. Beyoncé: I Got That, regia di Darren Grant (2000)
- Missy Elliott: Get Ur Freak On, regia di Dave Meyers (2001)
- Missy Elliott: Work It, regia di Dave Meyers (2002)
- Gwen Stefani: Rich Girl, regia di David LaChapelle (2004)
- Dark Moon, regia di Chad Carter (2010)

### Doppiaggio
- Spider-Man: The New Animated Series - serie animata
- XIII - videogioco

## Doppiatrici italiane
Nelle versioni in italiano dei suoi film, Eve è stata doppiata da:
- Laura Latini in La bottega del barbiere, La bottega del barbiere 2
- Benedetta Degli Innocenti in La bottega del barbiere 3
- Domitilla D'Amico in The Woodsman - Il segreto
- Emanuela D'Amico in Glee
- Tiziana Avarista in xXx